# Débrouille-toi, tu es une femme
Débrouille-toi, tu es une femme est un roman autobiographique écrit par l'auteure camerounaise Nadine Ndjomo. Ce livre explore des thèmes tels que l'amertume, la rancune et la haine. 

## Résumé
En réalité, c'est l'histoire de deux personnages dont les infortunes de l'un vont s'ouvrir sur celles de l'autre. Le personnage principal Anna Maria est confronté à des tensions familiales et sociales. Son calvaire commence par les actions malveillantes de son frère ainé. L'héroïne le considère comme la personne qui a gâché sa vie en la privant de ses études et en lui disant des paroles qui ont fait d'elle ce qu'elle est devenue.

## Contexte et inspiration
Nadine Ndjomo, pour écrire Débrouille-toi, tu es une femme, s'inspire de sa propre histoire pour rédiger son roman. Alors âgée de 30 ans, elle devient très vite orpheline de père et de mère, mais par la force et la persévérance, elle réussit à se sortir d’un mariage forcé et d’une addiction aux stupéfiants,. 

## Réception
Depuis sa publication aux éditions l'Harmattan, elle a reçu un accueil favorable des lecteurs. Elle est saluée pour son habileté à raconter sa vie et son vécu à travers un roman[réf. nécessaire].

## Analyse
L'ouvrage met en valeur l'importance de l'éducation et les inconvénients du mariage forcé tout en explorant des thématiques modernes comme la réconciliation. Elle invite les lecteurs à réfléchir sur les valeurs fondamentales telles que l'éducation, la tolérance et l'entraide dans la communauté.